# Spodoptera mauritia
Spodoptera mauritia är en fjärilsart som beskrevs av Jean Baptiste Boisduval 1833. Spodoptera mauritia ingår i släktet Spodoptera och familjen nattflyn. Inga underarter finns listade i Catalogue of Life.

## Bildgalleri

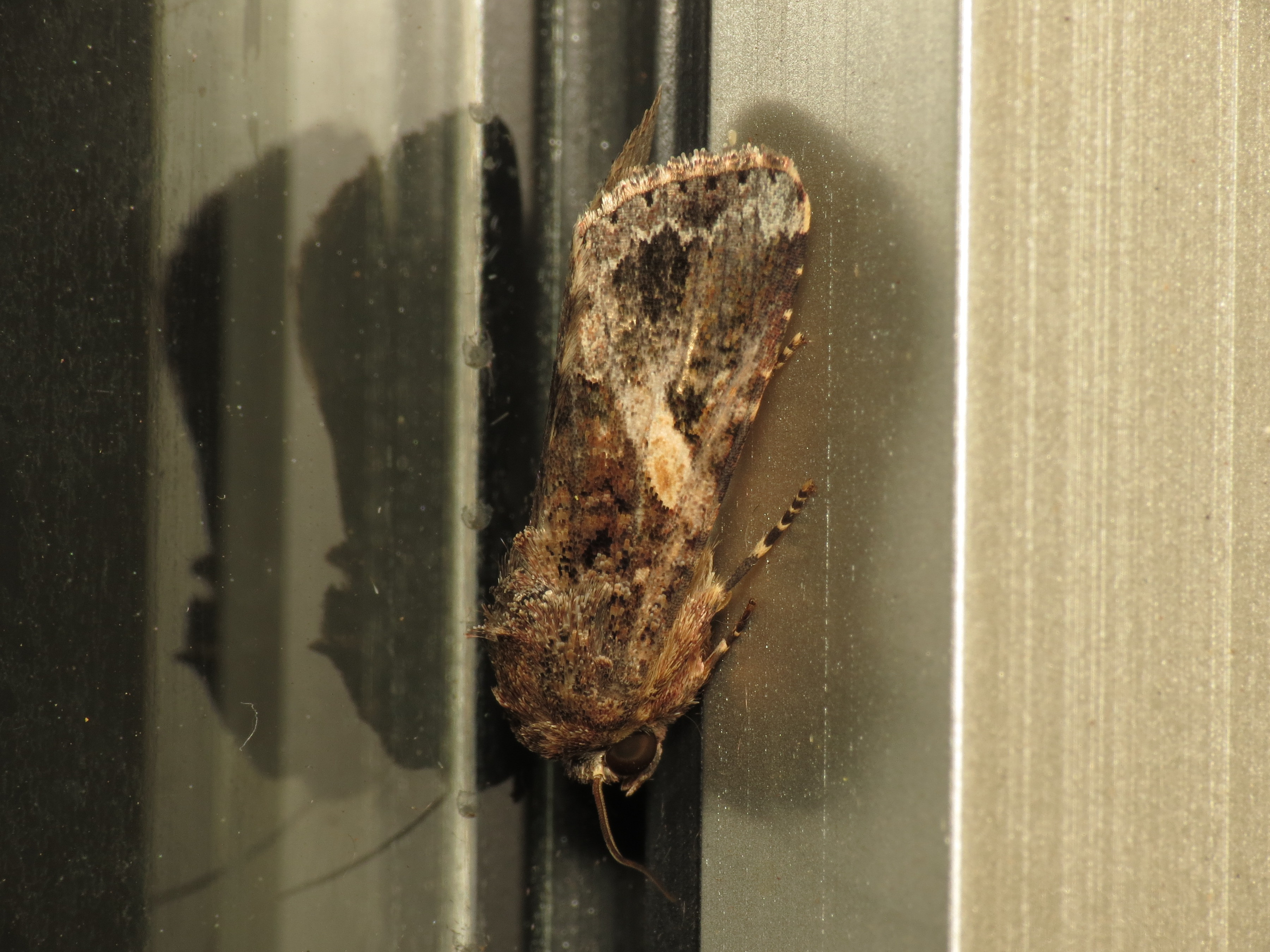